# Kozo Arai
Kozo Arai (japonsko 荒井 公三), japonski nogometaš, 24. oktober 1950.
Za japonsko reprezentanco je odigral 47 uradnih tekem.